# Amstel Gold Race 1969
De Amstel Gold Race 1969 was 259 km lang en ging van Helmond naar Meerssen. Op het parcours waren er 7 hellingen. Aan de start stonden 132 renners waaronder, Eddy Merckx en Arie den Hartog. De renners vertrokken voor de Amstelbrouwerij. Via Midden-Limburg werd de Limburgse heuvelzone bereikt. In Meerssen dienden nog 4 plaatselijke omlopen van 13 kilometer te worden afgelegd. Waarbij de finish is gelegen op de Lange Raarberg.

## Verloop
Een harde koers door sneeuw en hagel bij een maximum temperatuur van 6 graden.  Slechts 36 renners bereiken de finish die is gelegen in Meerssen. Na ongeveer 175 kilometer wedstrijd ontsnappen eerstejaarsprof René Pijnen en winnaar van de editie 1967, Arie den Hartog. Beiden moeten bevangen door de kou en uitgeput opgeven echter. Vijftig kilometer voor het einde stapt Arie den Hartog af nadat hij het wiel van Pijnen moest lossen. Vijfentwintig kilometer verder, in de voorlaatste plaatselijke omloop, stapt Pijnen zelf af wanneer hij door het peloton, dat aangevoerd wordt door het Belgisch gekleurde Faema, bijgehaald wordt. Direct daarna ontsnappen uit het overgebleven peloton Jos Huysmans en daarna Faema-ploegmaat van de als favoriet gestarte Eddy Merckx, Guido Reybrouck, die voor zijn eigen kans mag gaan; waarna de Faema-ploeg de rest van het peloton in bedwang houdt. De snelle Reybrouck wint met twee fietslengten de sprint om de eerste plaats. Merckx wint daarachter de sprint van een verbrokkeld peloton op 16 seconden.

## Uitslag
| rang | renner              | land      | tijd       |
| ---- | ------------------- | --------- | ---------- |
| 1    | Guido Reybrouck     | België    | 6u 21' 03" |
| 2    | Jos Huysmans        | België    | 6u 21' 03" |
| 3    | Eddy Merckx         | België    | op 0' 16"  |
| 4    | Eric Leman          | België    | z.t.       |
| 5    | Willy Vekemans      | België    | z.t.       |
| 6    | Georges Pintens     | België    | z.t.       |
| 7    | Roger Rosiers       | België    | z.t.       |
| 8    | Gerard Vianen       | Nederland | op 0' 25"  |
| 9    | Valère Van Sweevelt | België    | op 0' 40"  |
| 10   | Jacques Frijters    | Nederland | z.t.       |

## Hellingen
De 6 hellingen gerangschikt op voorkomen op het parcours.
| 1. Raarberg 2. Hulsberg 3. Vijlenerberg 4. Eperheide | 5. Piemert 6. Raarberg (2e maal) |

## Galerij

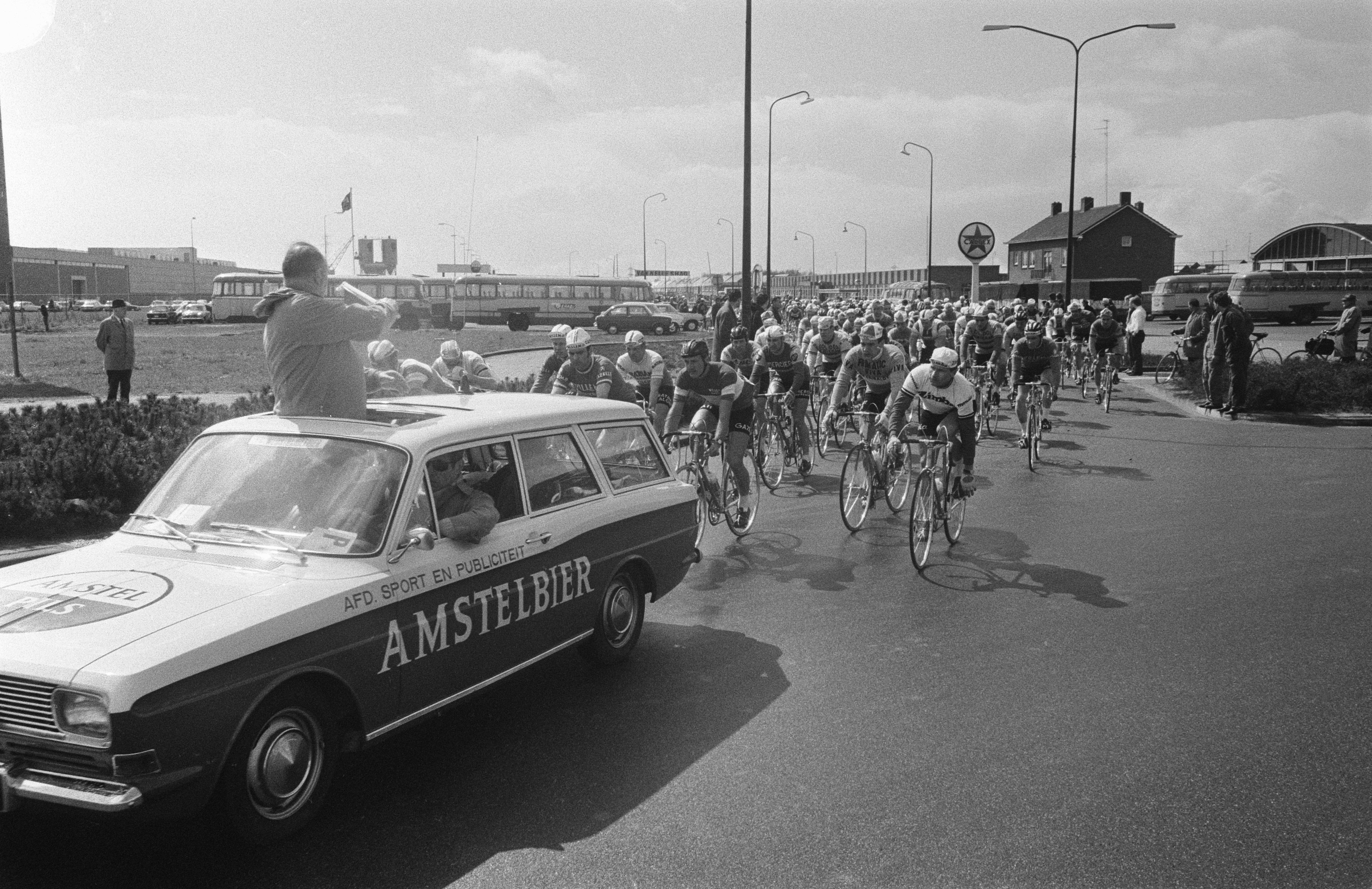
Na de start in Helmond
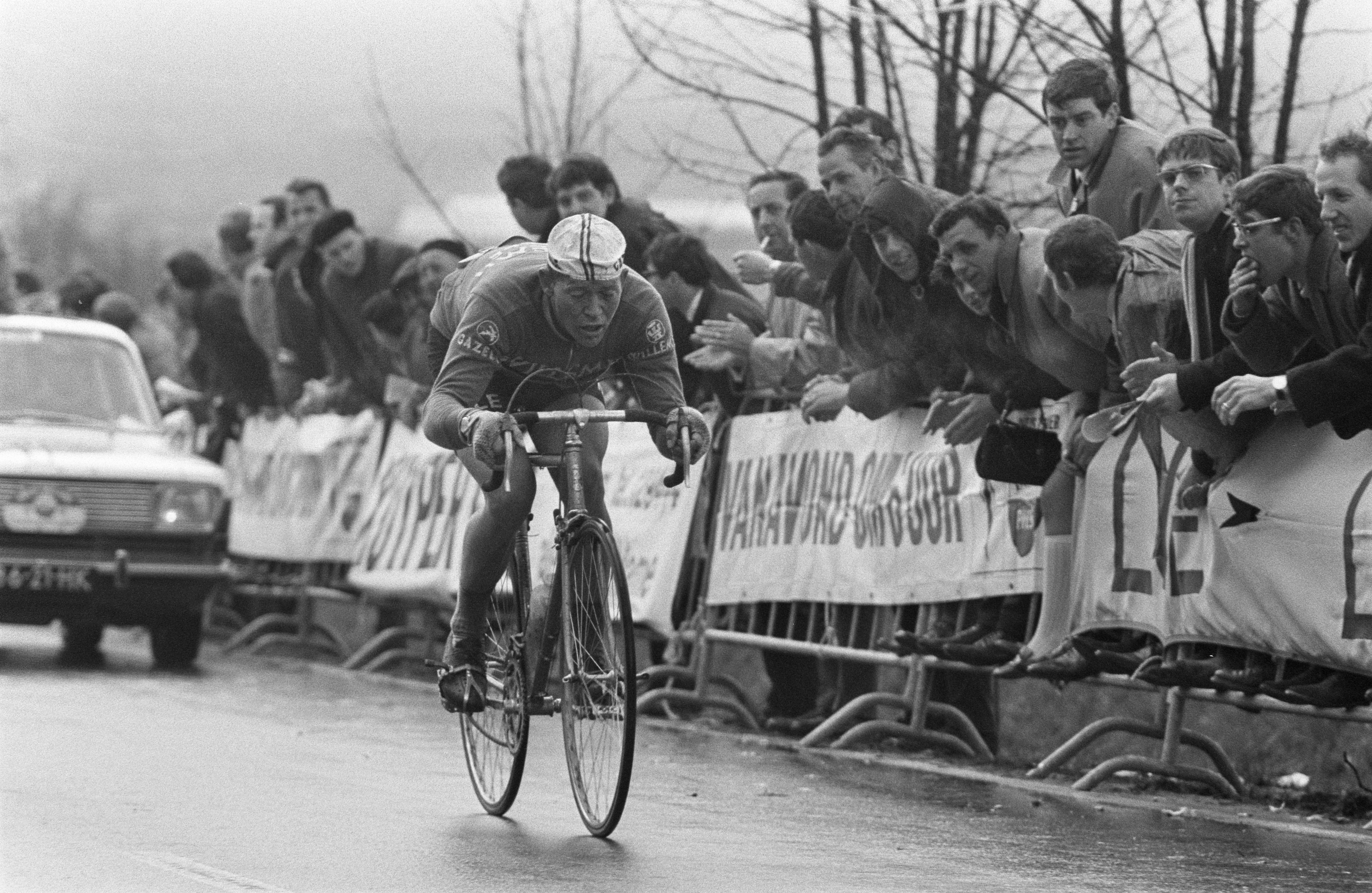
Rene Pijnen reed alleen vooruit
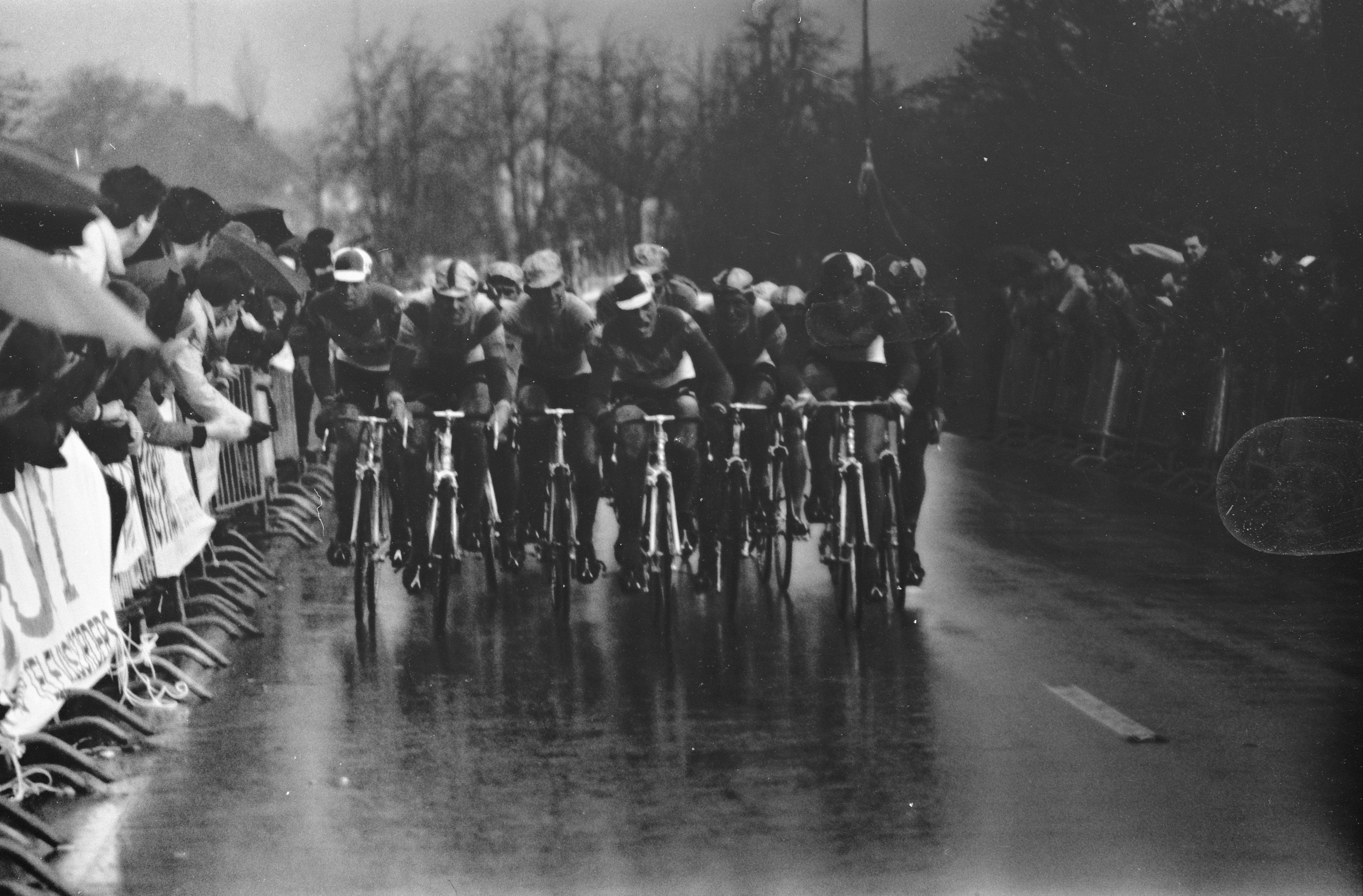
Uitgedund peloton getekend door de neerslag
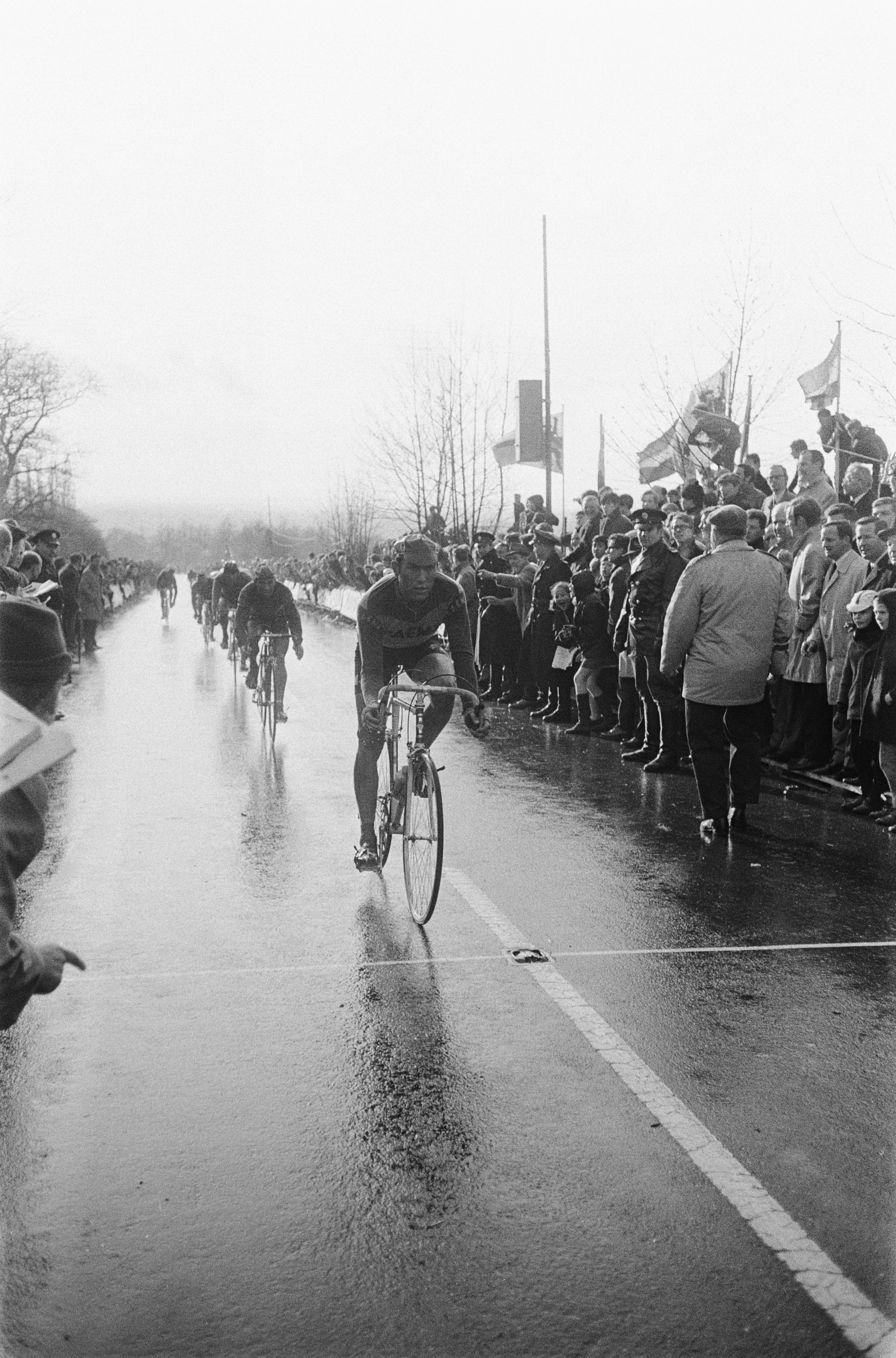
Aankomst Eddy Merckx voor plek 3